# Stella Étoile Sportive Calais 2008-2009
Questa voce raccoglie le informazioni riguardanti la Stella Étoile Sportive Calais nelle competizioni ufficiali della stagione 2008-2009.

## Organigramma societario
Area direttiva
- Presidente: Jacques Wheatley

Area tecnica
- Allenatore: Badis Oukarache

## Rosa
| N° | Nome               | Ruolo | Data di nascita  | Nazionalità sportiva |
| -- | ------------------ | ----- | ---------------- | -------------------- |
| 1  | Renáta Koleňáková  | O     | 15 giugno 1980   | Slovacchia           |
| 2  | Sanja Mitrović     | C     | 22 ottobre 1986  | Serbia               |
| 3  | Jana Gogolová      | C     | 27 gennaio 1984  | Slovacchia           |
| 4  | Hélèna Wierre      | S     | 23 ottobre 1989  | Francia              |
| 5  | Séverine Szewczyk  | O     | 29 giugno 1976   | Francia              |
| 6  | Ivana Lapierre     | C     | 4 maggio 1975    | Francia              |
| 7  | Mathilde Malet     | S     | 16 agosto 1991   | Francia              |
| 8  | Gabriella Guarneri | P     | 13 aprile 1972   | Francia              |
| 9  | Sophie Péron       | L     | 11 maggio 1989   | Francia              |
| 10 | Néna Stanković     | S     | 17 aprile 1981   | Serbia               |
| 11 | Alma Beslagić      | P     | 13 dicembre 1983 | Bosnia ed Erzegovina |